# Viga de dragón
La viga de dragón es una viga horizontal y diagonal que se encuentra en las esquinas de algunos edificios tradicionales con entramado de madera. El término se usa comúnmente tanto en la estructura del techo de cuatro aguas como en construcciones con partes en voladizo. En francés se le llama coyer o enrayure.

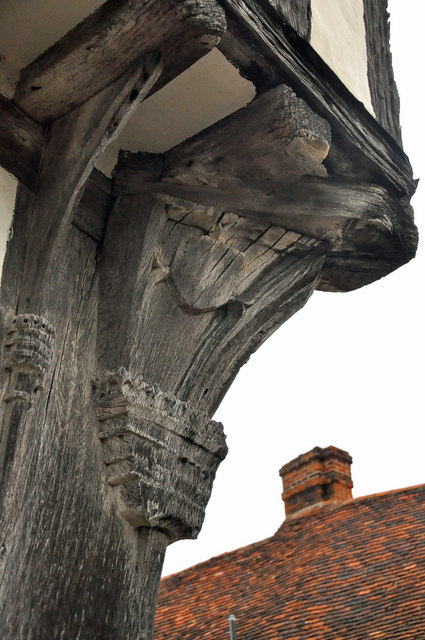
Poste de dragón tallado debajo de una viga de dragón - El Viejo Salón de la Lana, Lavenham.

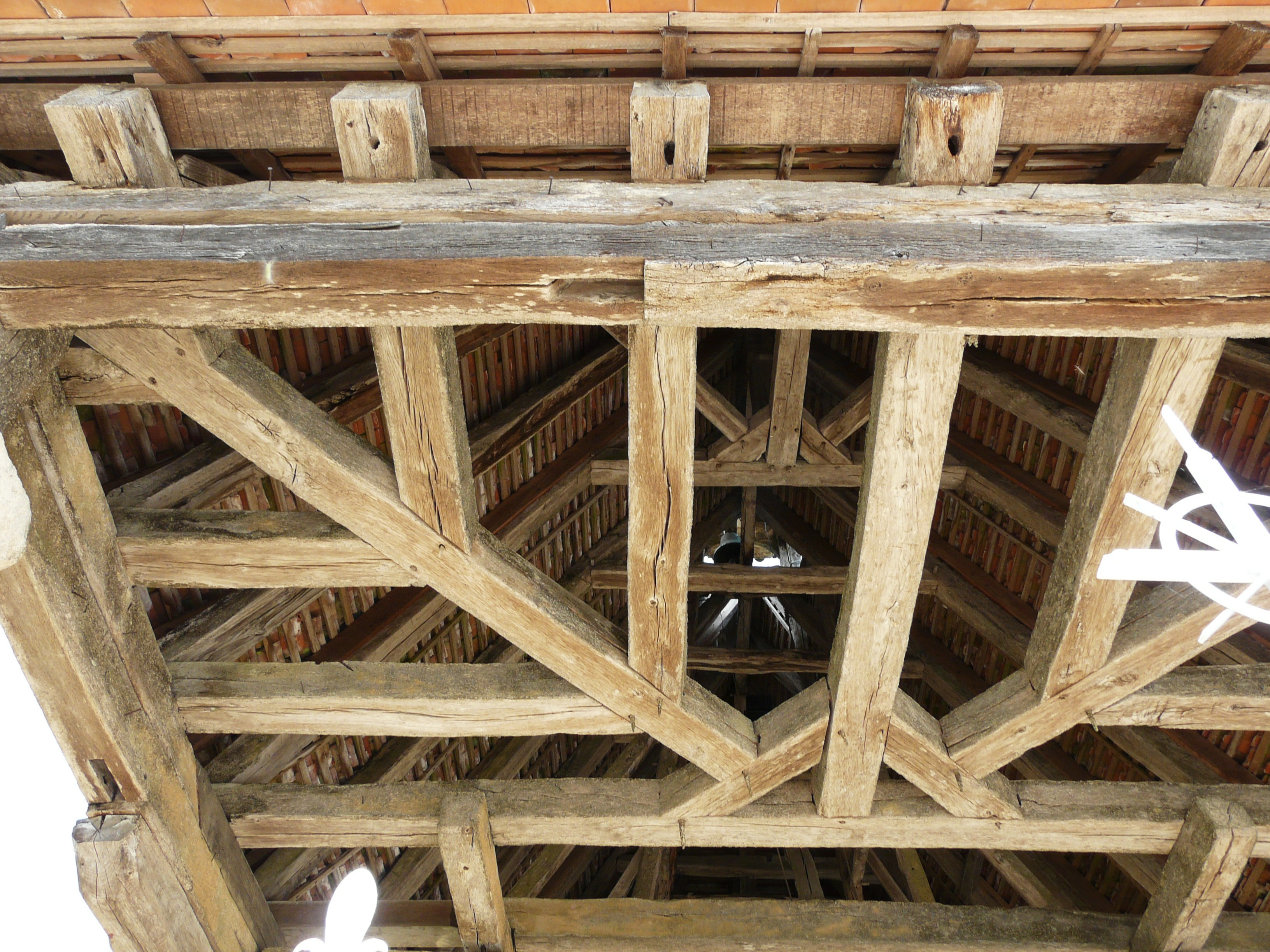
Los rayos diagonales son vigas de dragón. Capilla de Nuestra Señora de la Buena Esperanza, Azerat, Francia.

## Etimología
La etimología del dragón no está clara. El término puede descender del alemán träger (un transportista), danés dragere (viga de apoyo, viga) u holandés draagbalk (viga). El origen también se ha propuesto como una corrupción de diagonal o diagón.

## Techos a cuatro aguas
La viga de dragón se encuentra paralela y debajo de una viga lateral y lleva la viga. La viga de dragón se encuentra adosada a la pared en voladizo en el extremo exterior y por una pieza horizontal entre las dos paredes en el extremo interior. Hay usos conflictivos para este término en el Reino Unido y Estados Unidos. El uso más común parece ser una combinación de viga de dragón/viga cruzada.
Ilustraciones de uso de vigas de dragón:
- Una viga de dragón ubicada en un voladizo. (Reino Unido.)[2]
- Una viga de dragón ubicada en una construcción entramada. (Reino Unido.)[3]
- Una viga de dragón. (Estados Unidos.)[4]
- "Puntal de dragón, pieza de dragón, lazo de dragón, viga de dragón", (francés: coyer) conectada en un "lazo de cruz de dragón" (francés: gousset). (Estados Unidos.)[5]
- Una viga de dragón se une a una unión en ángulo (Reino Unido)[6]

## Construcción en voladizo
En los edificios con sectores construidos en voladizo en las paredes adyacentes, la viga del dragón es una viga diagonal horizontal que se proyecta desde una esquina que sostiene los voladizos. A veces, el poste debajo de la viga de dragón se llama poste de dragón.